# Anillos de Liesegang

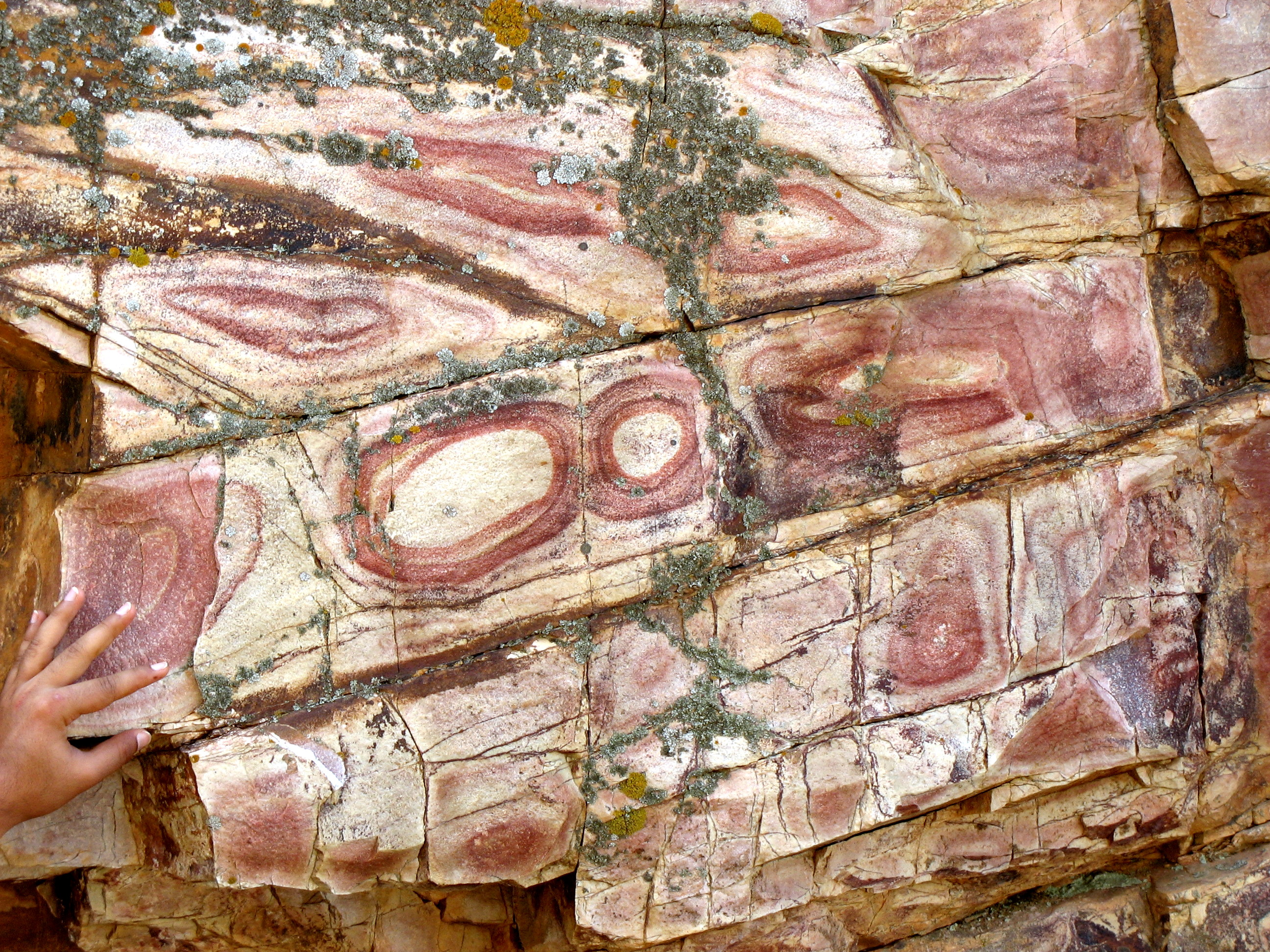
Anillos de Liesegang en rocas sedimentarias (cuarcita).

Los anillos o bandas de Liesegang son un fenómeno de formación de círculos concéntricos o bandas que se produce en numerosas reacciones de precipitación química, bajo determinadas condiciones de concentración y en ausencia de convección. En la naturaleza se encuentran ejemplos en rocas porosas o permeables, como estructuras diagenéticas, normalmente debidas a óxidos de hierro, siguiendo patrones concéntricos más o menos regulares.

## Historia

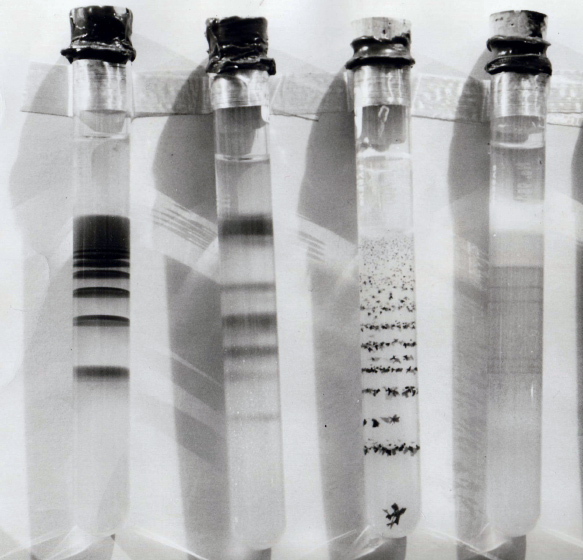
Bandas de Liesegang en tubos de ensayo.

El fenómeno fue descrito por primera vez en 1855 por el químico alemán Friedrich Ferdinand Runge en un trabajo profusamente ilustrado editado por él mismo, pero que pasó desapercibido. No fue hasta cuarenta años después, en 1896, cuando el también químico alemán Raphael E. Liesegang despertó la curiosidad de los químicos con su publicación sobre el fenómeno, al que acabaron dando su nombre. Liesegang lo observó cuando dejó caer un cristal de nitrato de plata sobre una delgada capa de gel que contenía dicromato potásico en la que, a los pocos días, se habían formado nítidos anillos concéntricos de dicromato de plata insoluble.

## Mecanismo de formación
El mecanismo preciso de la formación de los anillos de Liesegang no se conoce por completo y está todavía bajo investigación. Sin embargo, hay un proceso de precipitación que se piensa que es el catalizador para la formación de anillos de Liesegang, el denominado ciclo de  sobresaturación-nucleación-agotamiento de Ostwald-Liesegang.
Cuando se producen en un tubo de ensayo, por difusión de un componente desde la parte superior, en lugar de anillos se forman capas o bandas de precipitado.

## Anillos de Liesegang en la naturaleza

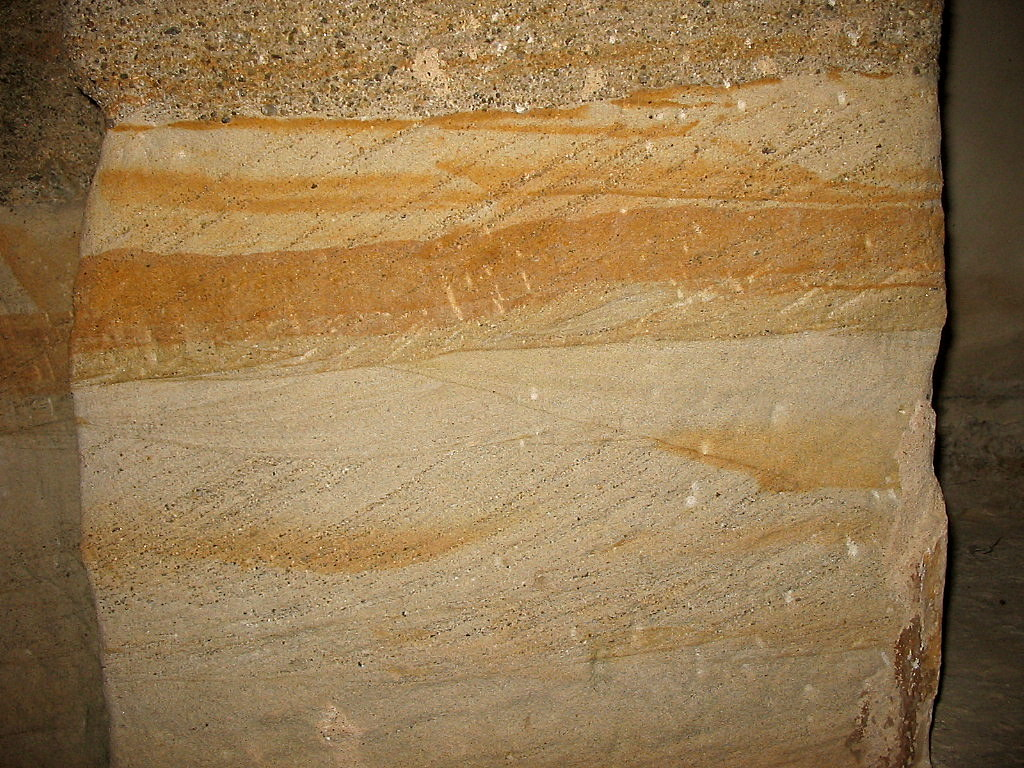
Bandas de Liesegang que se intersecan con las estructuras sedimentarias en una arenisca.

En rocas sedimentarias pueden aparecer anillos o bandas de Liesegang que suelen atravesar las láminas y capas sedimentarias. Estas estructuras son secundarias, formadas durante la diagénesis, por la cementación de los poros con mineralizaciones de distinto color. En rocas ígneas y metamórficas permeables que se han alterado químicamente también pueden aparecer anillos compuestos de óxido de hierro. Algunas fracturas en la roca pueden delimitar la extensión de las bandas de liesegang, en estos casos pueden presentar una apariencia de falla geológica, siendo realmente pseudofallas.